# Cartagena del Chairá (kommun)
Cartagena del Chairá är en kommun i Colombia.   Den ligger i departementet Caquetá, i den södra delen av landet, 400 km söder om huvudstaden Bogotá. Antalet invånare är 28 678.